# Географія Казахстану
Казахстан — центральноазійська країна, що знаходиться в глибині континенту, з виходом до вод Світового океану лише через річкові системи Волги і Дону . Загальна площа країни 2 724 900 км² (9-те місце у світі), з яких на суходіл припадає 2 699 700 км², а на поверхню внутрішніх вод — 25 200 км². Площа країни у 4,5 рази більша за площу України. 

## Назва
Офіційна назва — Республіка Казахстан, Казахстан (каз. Қазақстан Республикасы/Qazaqstan Respublikasy, Қазақстан/Qazaqstan). Назва країни походить від етноніму тюркомовних казахів — «казактар» (каз. қазақтар), однина — «казак» (каз. қазақ), що означає вільні люди, шукачі пригод, кочівники. Подібну етимологію має українське слово козак. Частка «стан» (перс. stān) ірансько-тюркського походження і означає землі, країну.

## Географічне положення
Казахстан — центральноазійська країна, що межує з п'ятьма іншими країнами: на сході — Китаєм (спільний кордон — 1765 км), на півдні — з Туркменістаном (413 км), Узбекистаном (2330 км) і Киргизстаном (1212 км), на півночі — з Російською Федерацією (7644 км). Загальна довжина державного кордону — 13 364 км. Країна не має виходу до вод Світового океану; на заході омивається внутрішнім Каспійським морем. Довжина узбережжя внутрішнього Каспійського моря — 1894 км.

Карта Казахстану від ООН (англ.)
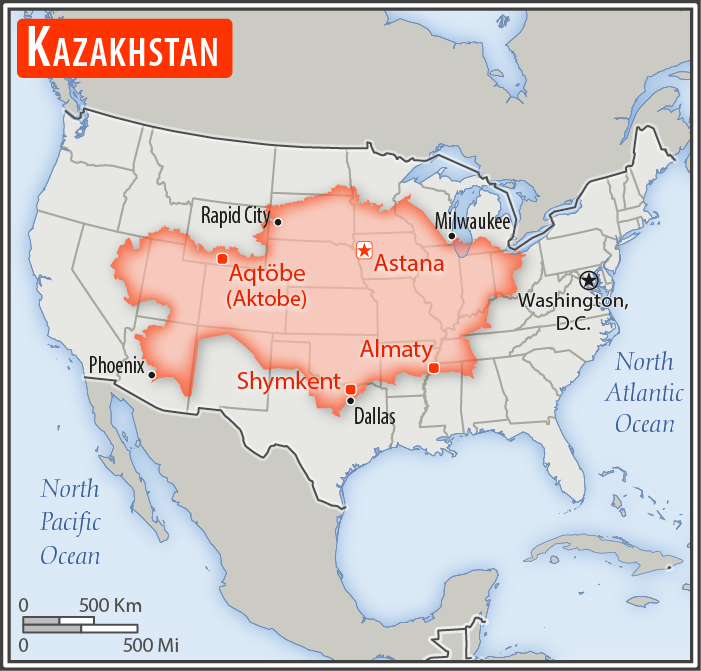
Порівняння розмірів території Казахстану та США

### Крайні пункти
Казахстан лежить між 55°26′ і 40°34′ паралелями північної широти, 48°26′ і 49°13′ меридіанами східної довготи.
| с. Ісаковка с. Женіс с. Сайхін перевал Укокclass=notpageimage\| Крайні пункти Казахстану |

Крайні пункти:
- крайня північна точка — поблизу села Ісаковка (каз. Исаковка) Кизилжарського району Північноказахстанської області 55°26′ пн. ш. 68°57′ сх. д. / 55.433° пн. ш. 68.950° сх. д.;
- крайня південна точка — поблизу села Женис (каз. Жеңіс) Мактааральського району Туркестанської області 40°34′ пн. ш. 68°35′ сх. д. / 40.567° пн. ш. 68.583° сх. д.;
- крайня західна точка — поблизу села Сайхін (каз. Сайқын) Бокейординського району Західно-Казахстанської області 48°26′ пн. ш. 46°30′ сх. д. / 48.433° пн. ш. 46.500° сх. д.;
- крайня східна точка — перевал Укок (каз. Исаковка) у Катон-Карагайському районі Східноказахстанської області 49°13′ пн. ш. 87°19′ сх. д. / 49.217° пн. ш. 87.317° сх. д..

### Час
Час у Казахстані: країна лежить у 2 годинних поясах: UTC+5, UTC+6; столиця — UTC+6 (+4 години різниці часу з Києвом).

## Геологія

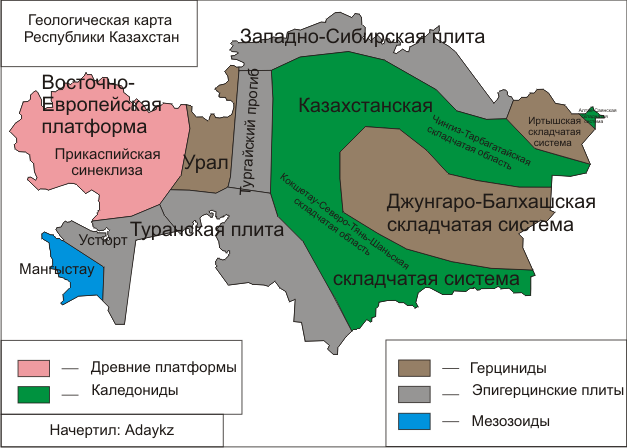
Принципова геологічна карта Казахстану (рос.)

### Корисні копалини
Надра Казахстану багаті на ряд корисних копалин: нафту, природний газ, кам'яне вугілля, залізну руду, марганець, хромові руди, нікель, кобальт, мідь, молібден, свинець, цинк, боксити, золото, уранові руди.

## Рельєф
Середні висоти — 387 м; найнижча точка — западина Карагіє (-132 м); найвища точка — гора Хан-Тенгрі (6995 м) у горах Тянь-Шаню. Понад ¾ території Казахстану займають рівнини, з висотами від 100 до 300 м над рівнем моря, й низовини. На заході — Прикаспійська низовина (частково лежить нижче рівня Світового океану, —27 м); в центральній частині — зруйнована гірська система, Казахський дрібносопковик; на півдні — частина Туранської низовини; на півночі — Тургайське плато. У межах рівнин поширені піщані й глинисті пустелі (Кизилкум, Муюнкум, Бетпак-Дала), напівпустелі і сухі степи. На сході та південному сході — гірські хребти Алтаю, Тарбагатаю, Джунгарського Алатау, Тянь-Шаню з висотами від 3000 до 6995 м (пік Тенгрі). Для молодих гір південного сходу характерні сильна розчленованість і вертикальна поясність.

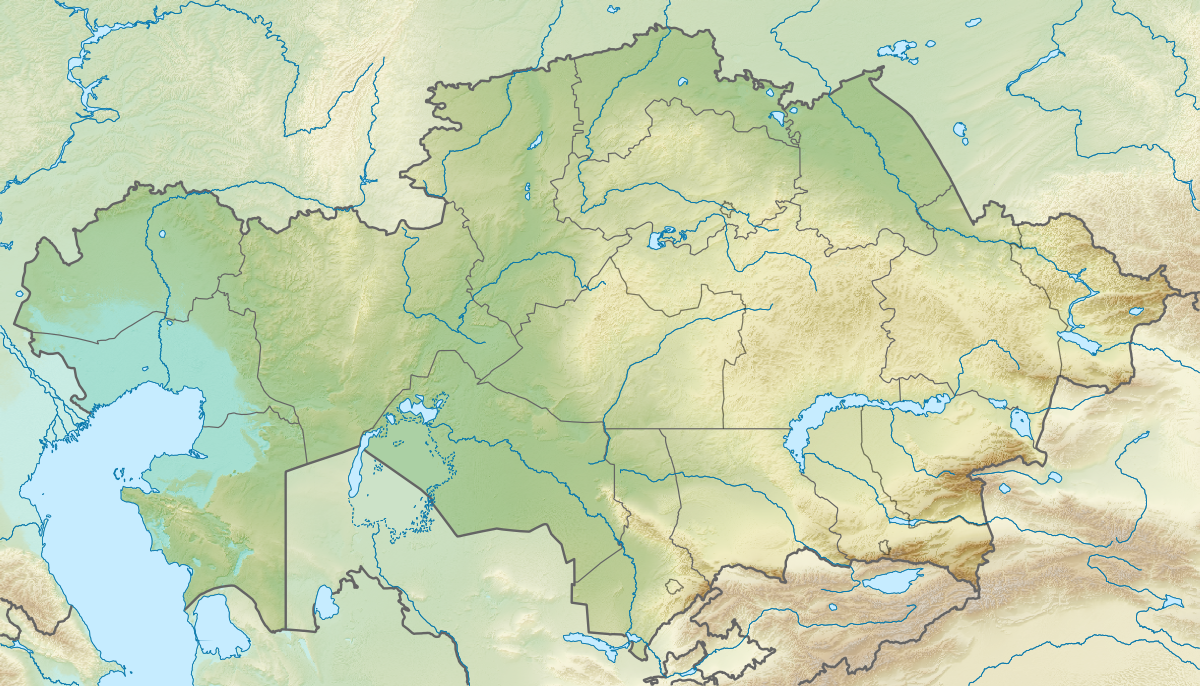
Рельєф Казахстану
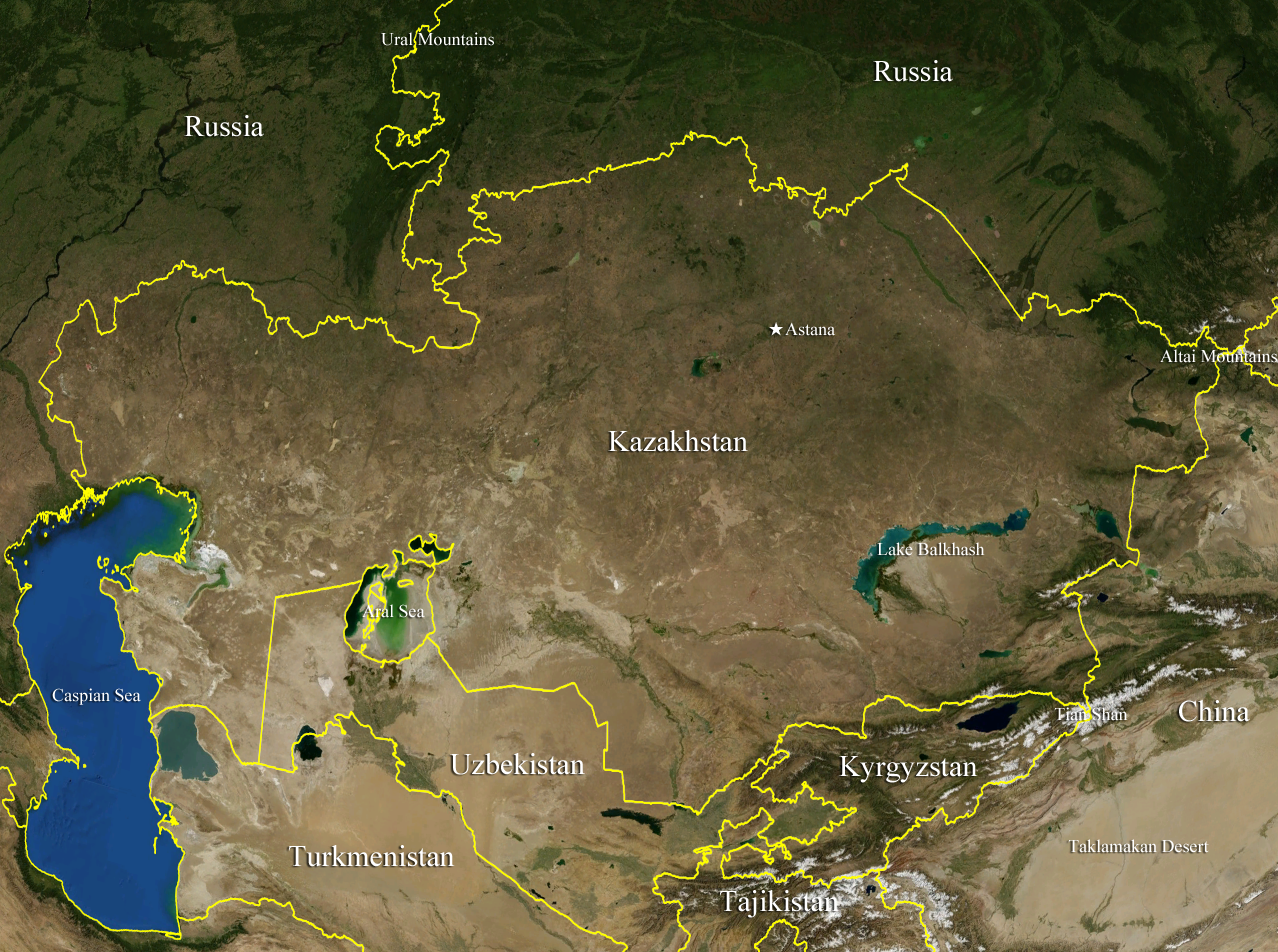
Супутниковий знімок поверхні країни
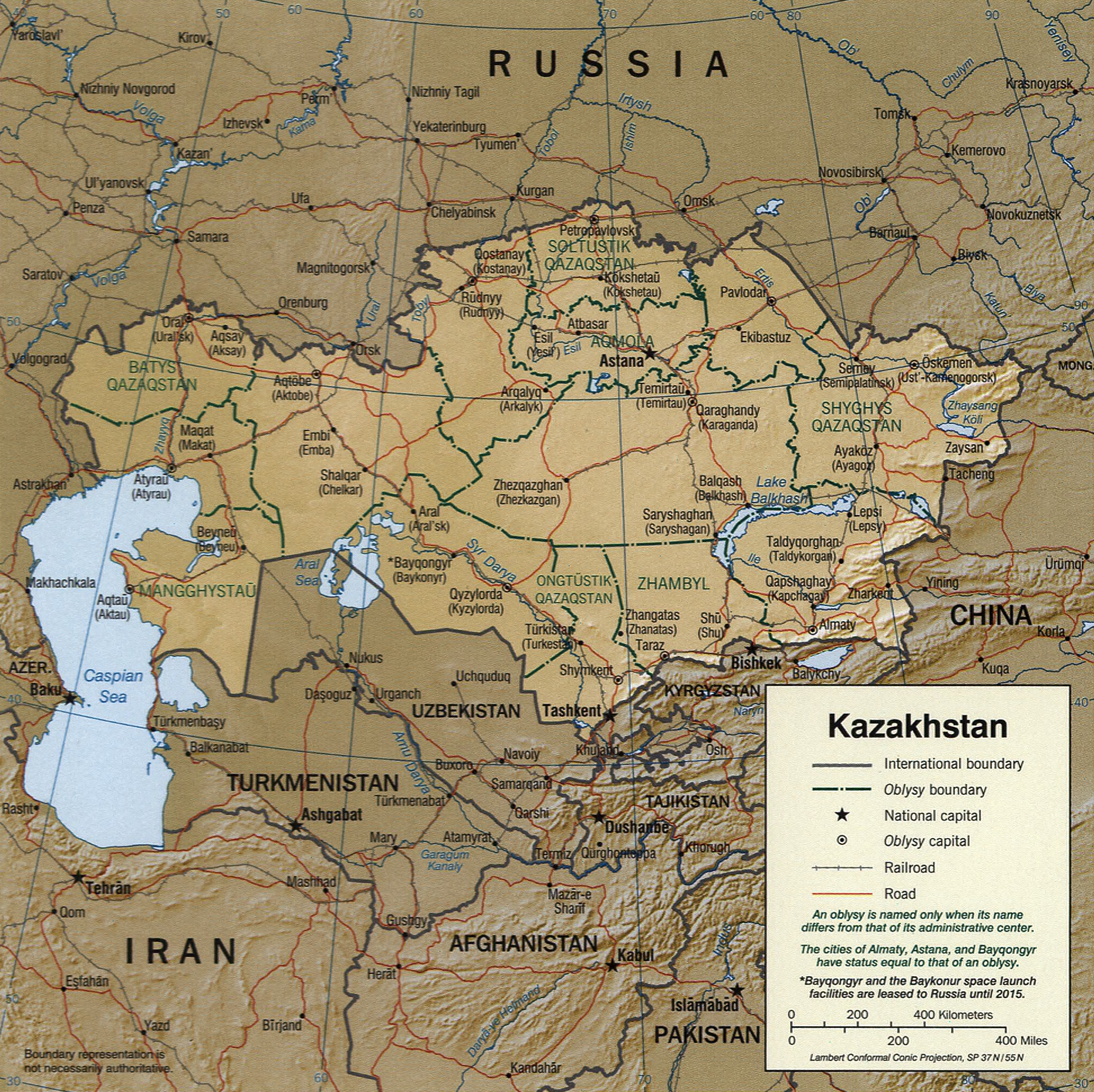
Карта країни (англ.)
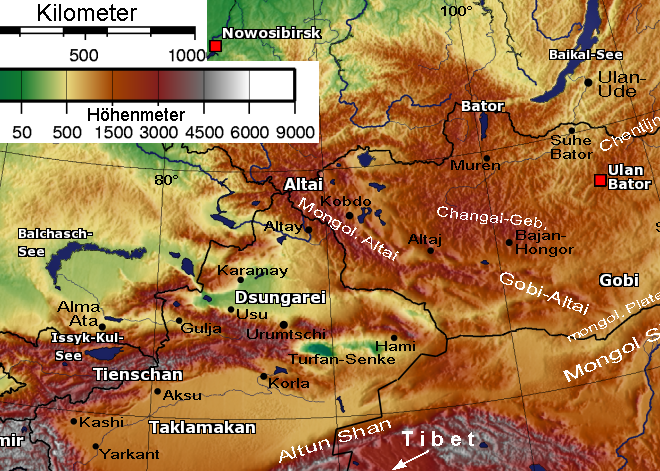
Алтай, Тянь-Шань

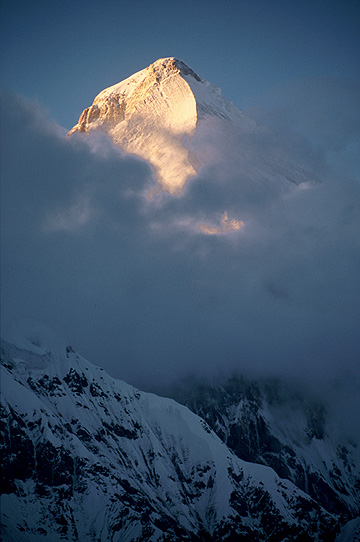
Вершина Хан-Тенгрі
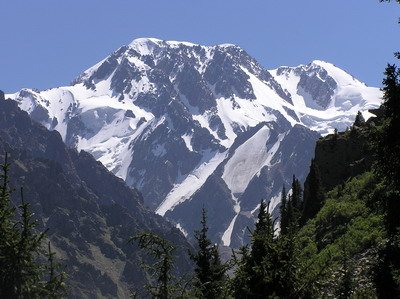
Вершина Талгар
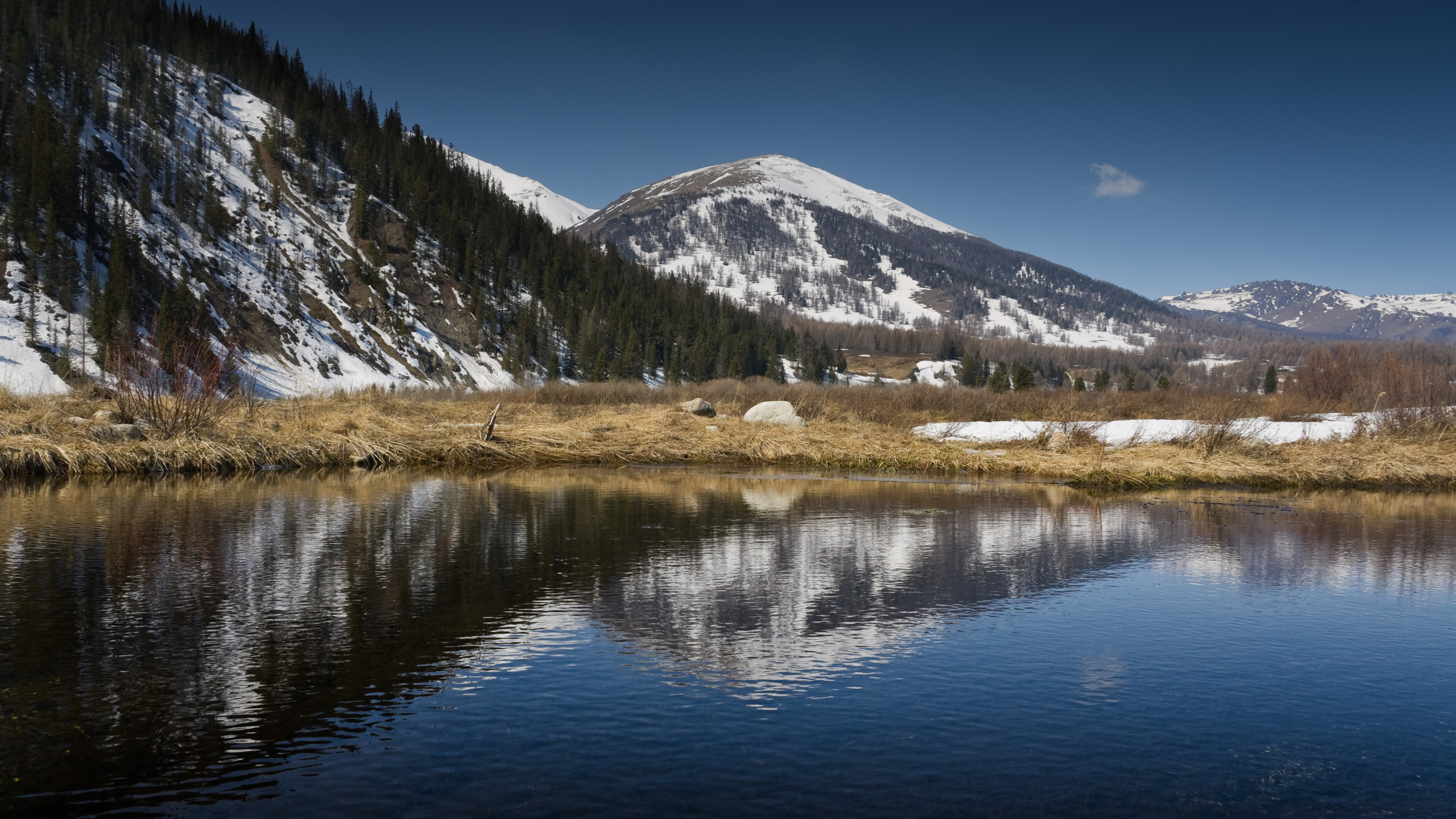
Алтай
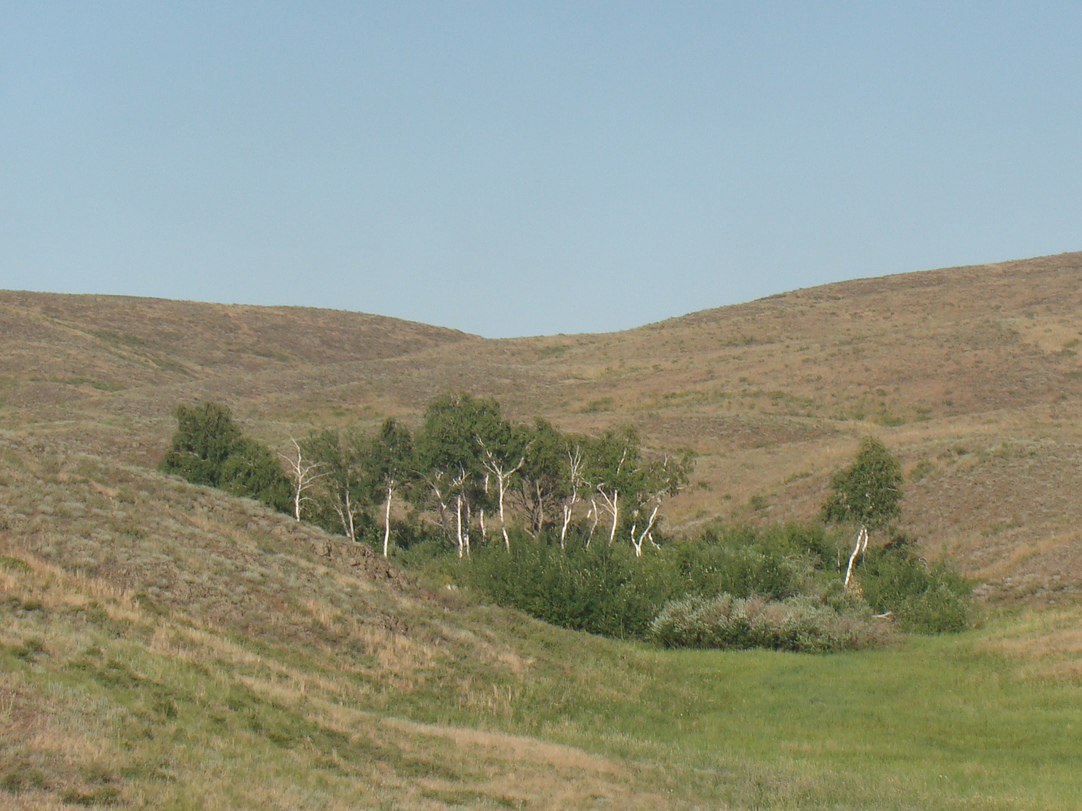
Мугоджари
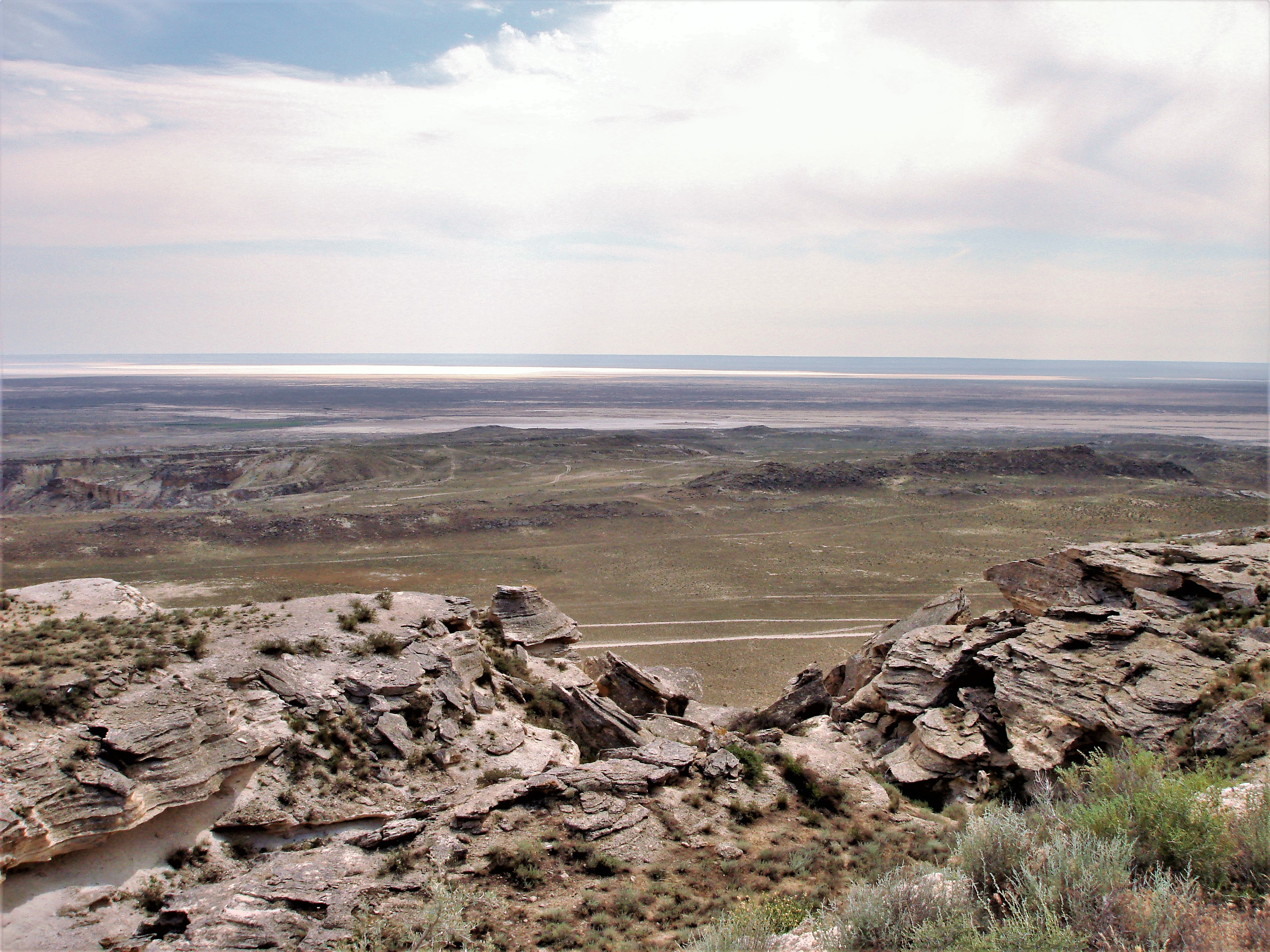
Западина Карагіє
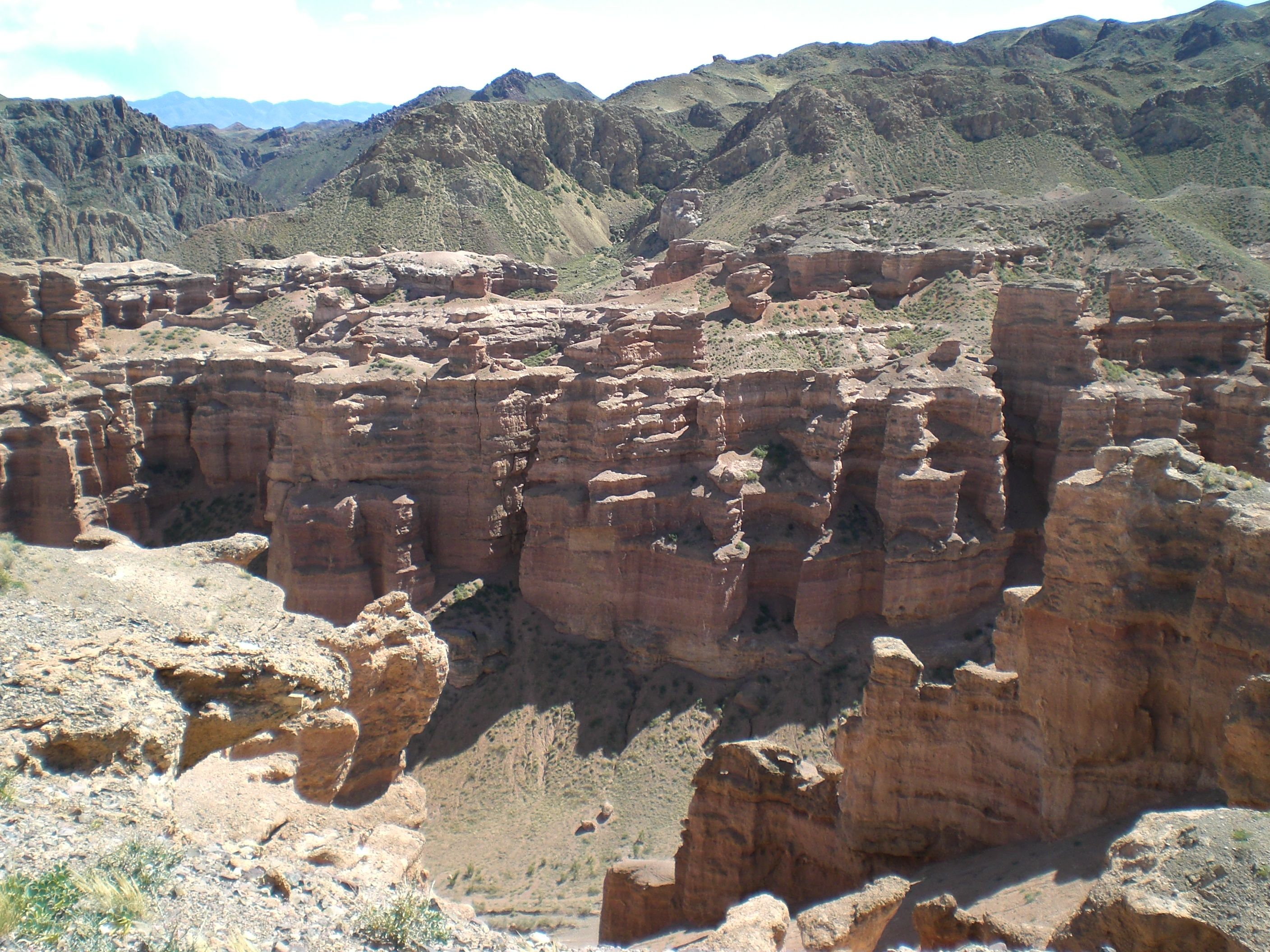
Чаринський каньйон

## Клімат
Територія Казахстану лежить у помірному кліматичному поясі континентального типу. превалюють помірні повітряні маси цілий рік, західний масоперенос. Значні сезонні амплітуди температури повітря, літо жарке й спекотне, зима холодна, утворюється сніговий покрив. Розподіл атмосферних опадів зменшується з півночі на південь, від нестійкого до недостатнього, з утворенням середньоазійських пустель помірного поясу. У передгірських і гірських районах випадає від 500 до 1600 мм опадів на рік, у степових — 200—500 мм, у пустельних — 100—200 мм. Середня температура січня — від −18 °C на півночі до −3 °C на півдні; середня температура липня — від 19 °C на півночі до 29 °C на півдні. Річний перепад температур дуже значний: взимку температури можуть опускатися до −50 °C, а влітку приземні температури місцями сягають +70 °C. Добові перепади температур сягають 20-30 °C.

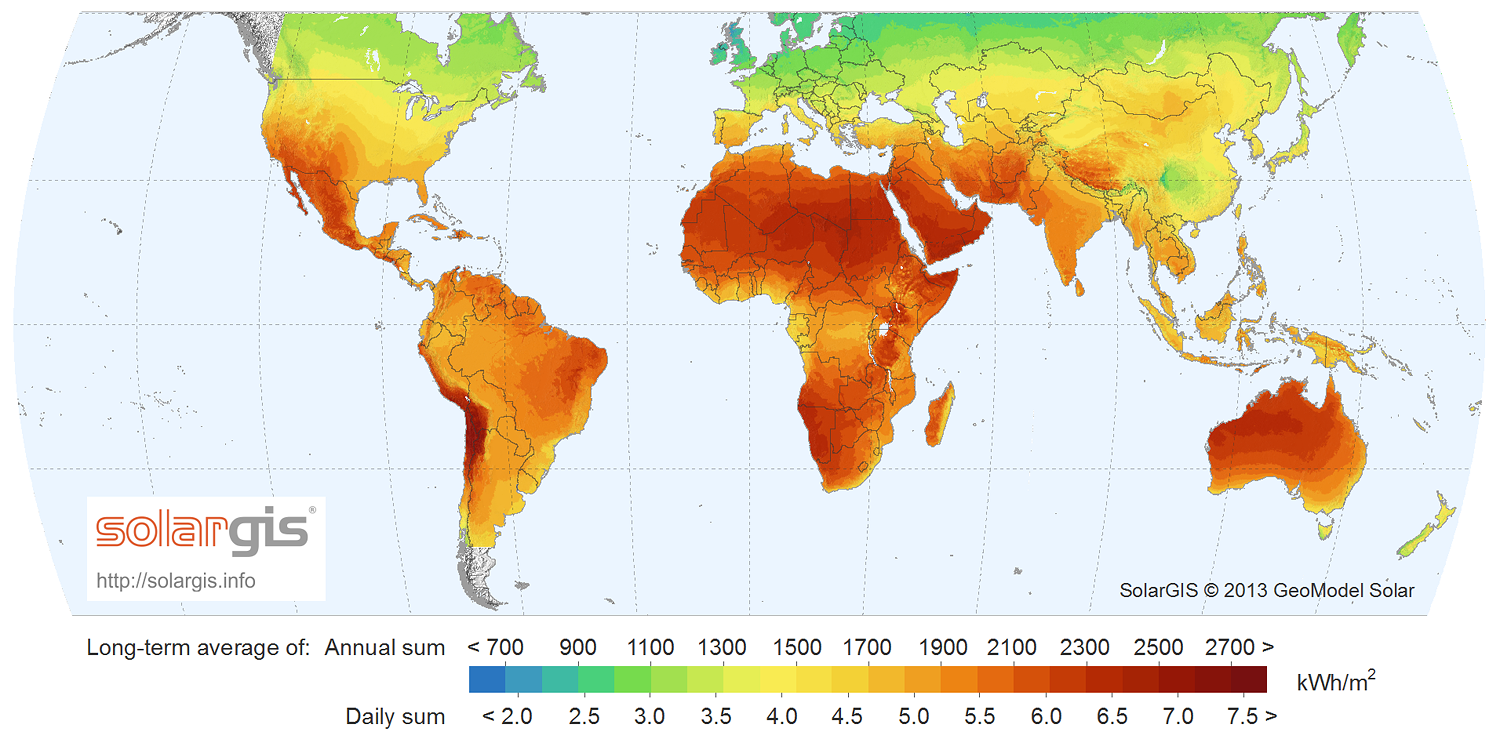
Сонячна радіація (англ.)
Кліматична карта Казахстану (за Кеппеном)
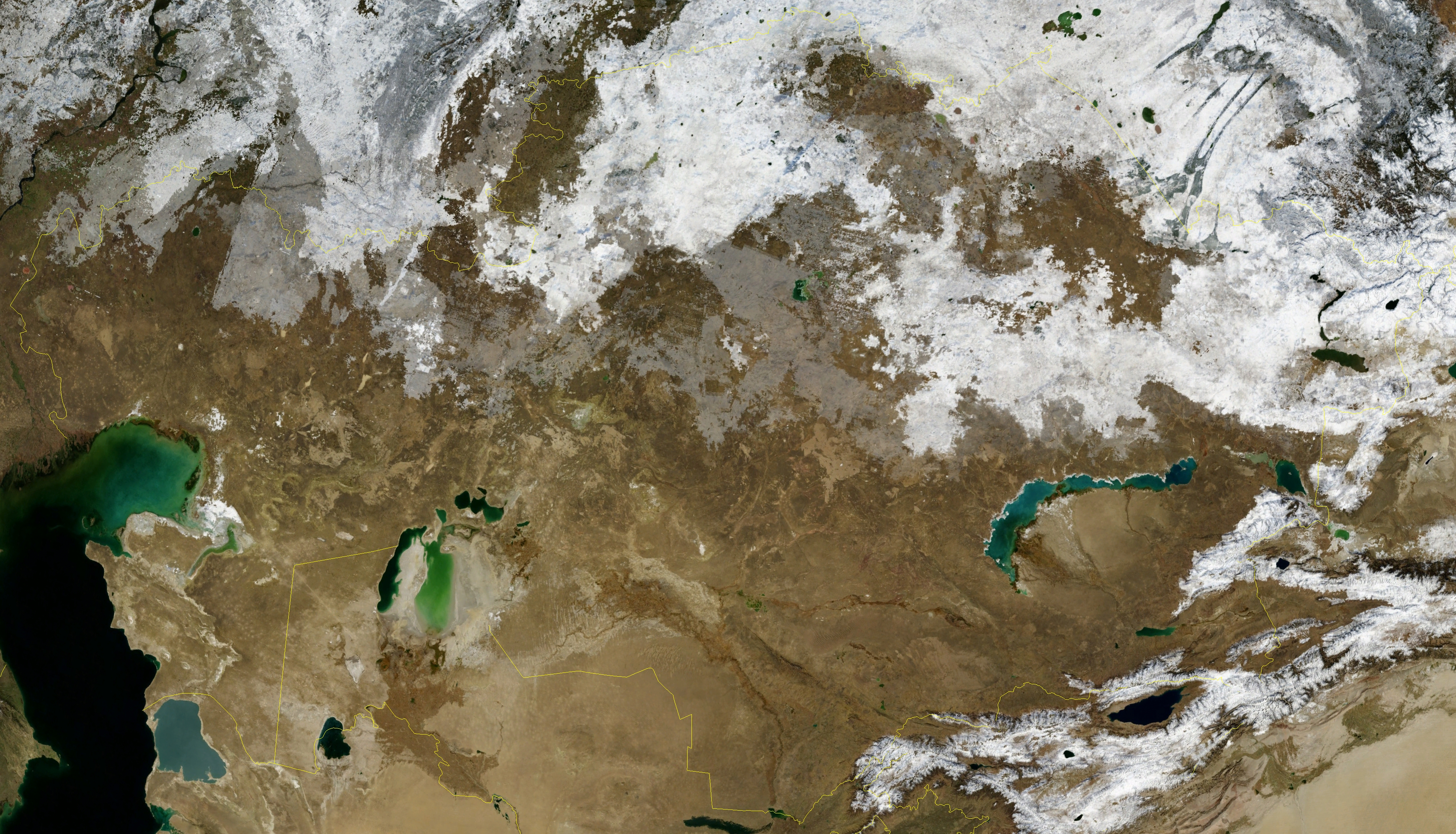
Сніговий покрив у листопаді, світлина з космосу

Казахстан є членом Всесвітньої метеорологічної організації (WMO), в країні ведуться систематичні спостереження за погодою.

## Внутрішні води
Близько 80 % території республіки належить до безстічних областей і басейнів внутрішнього стоку. Загальні запаси відновлюваних водних ресурсів (ґрунтові і поверхневі прісні води) становлять 107,5 км³. Станом на 2012 рік в країні налічувалось 20660 км² зрошуваних земель.

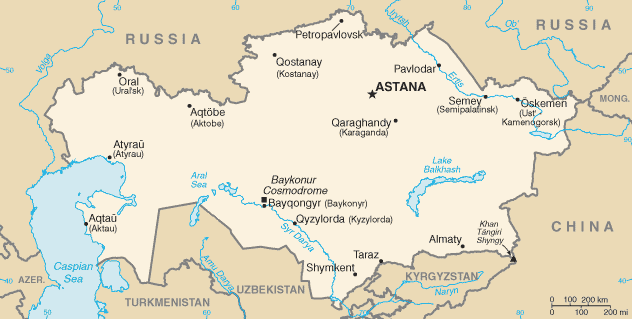
Гідрографічна мережа Казахстану
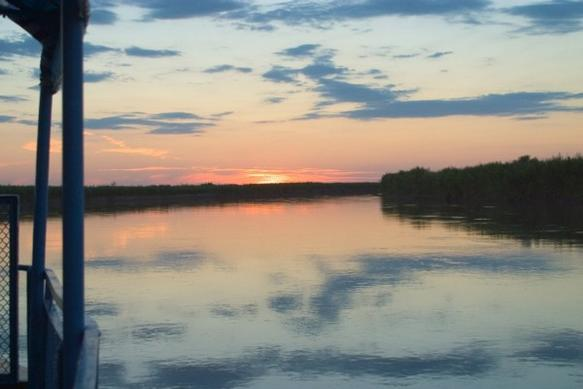
Річка Сирдар'я
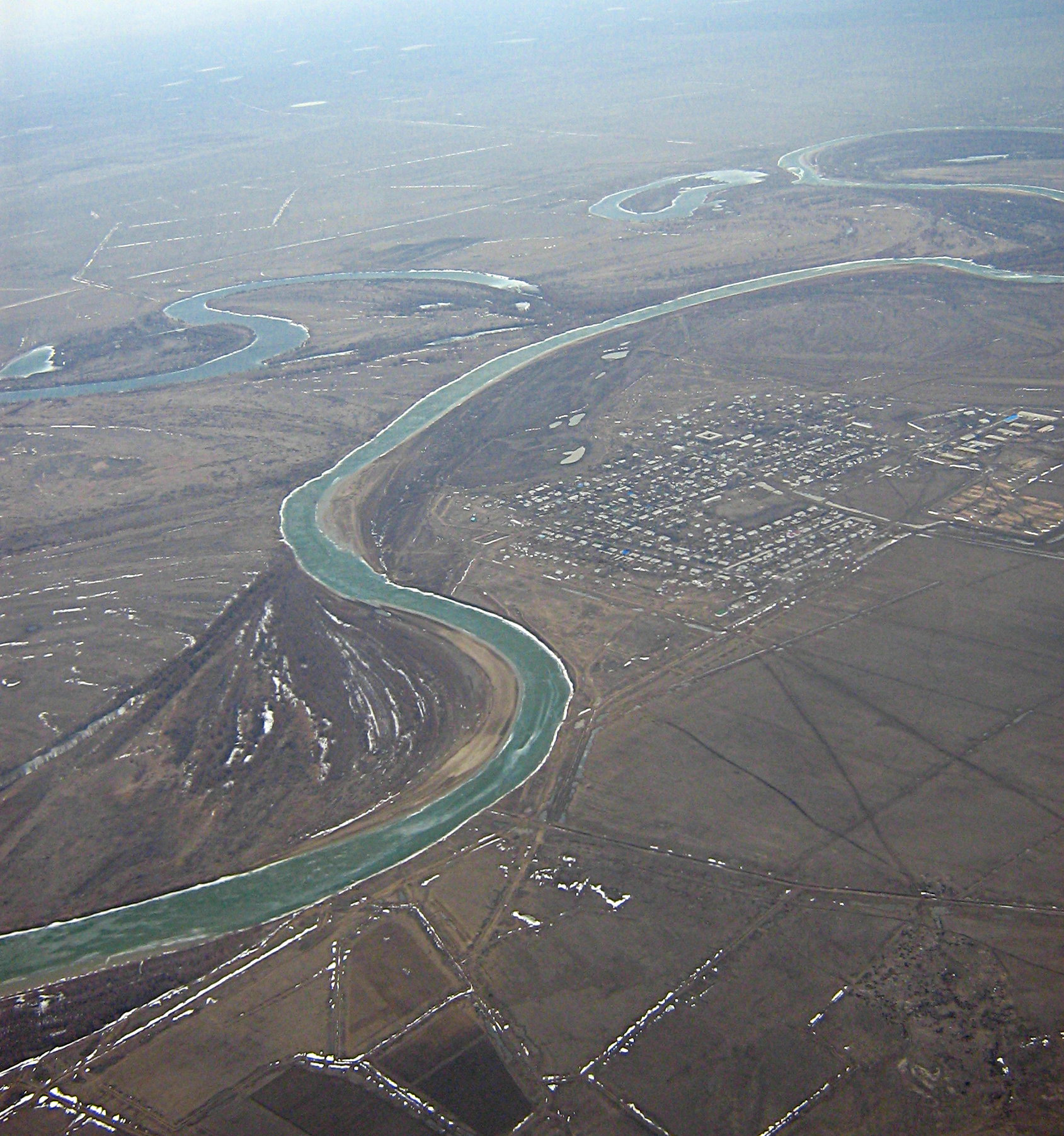
Річка Урал
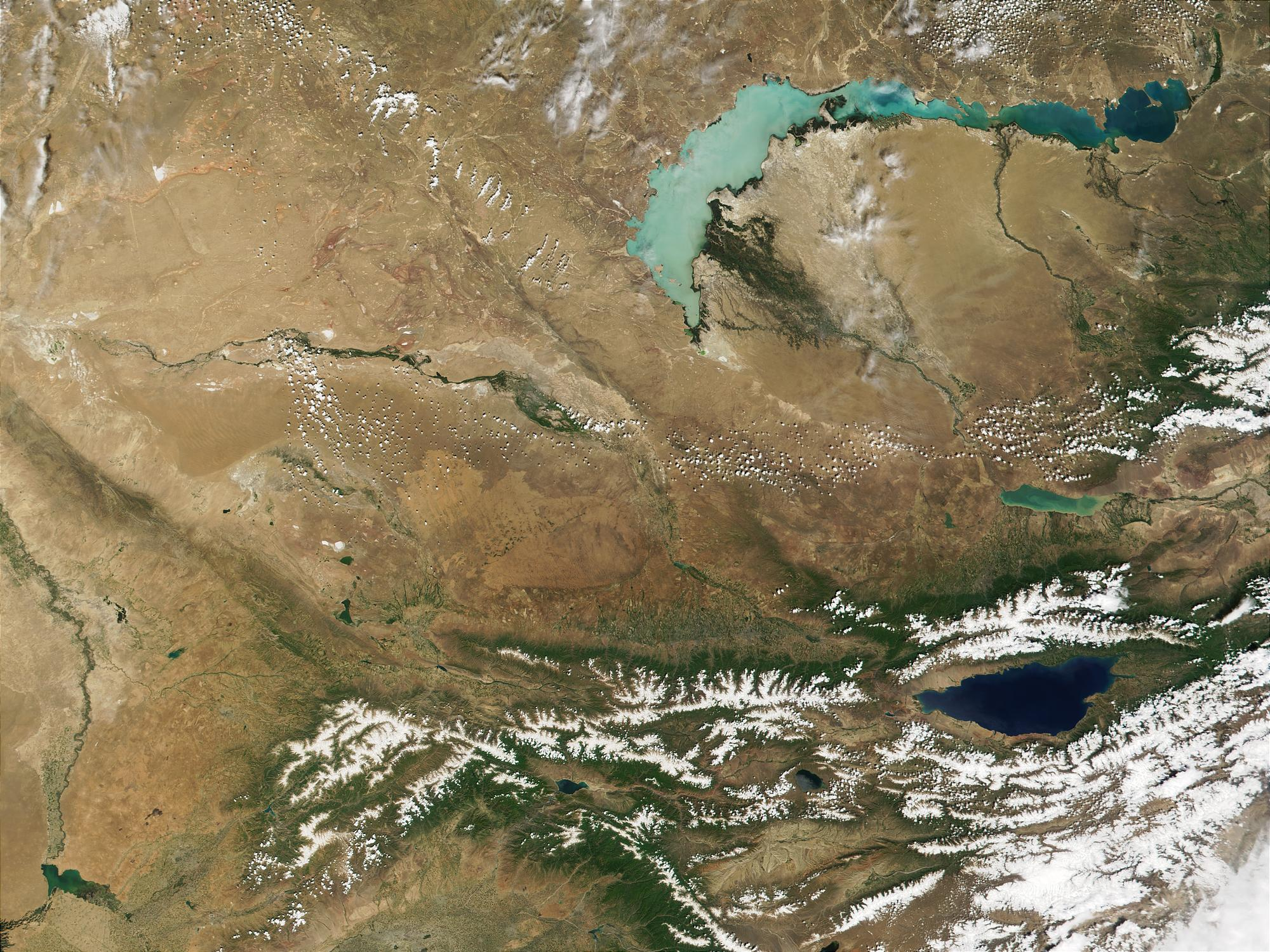
Озеро Балхаш із космосу
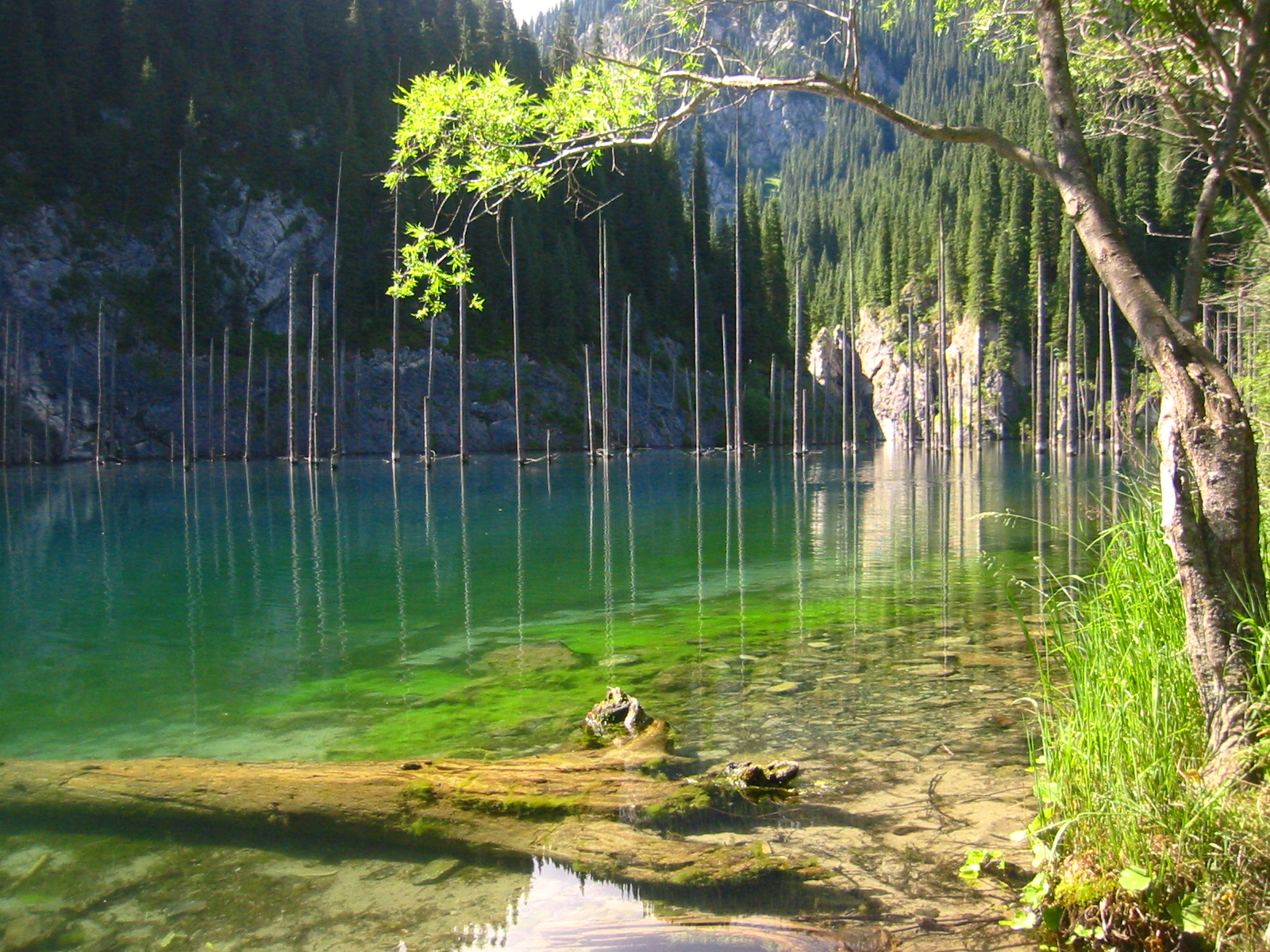
Озеро Каїнди

### Річки
Річки більшої частини країни належать безстічним областям Центральної Азії, Урал — в Каспійське море, Сирдар'я — в Аральське море, Ілі — в озеро Балхаш. Річки півночі, Іртиш, Ішим і Тобол — басейну Північного Льодовитого океану. Багато малих і середніх річок влітку пересихають.

### Озера
Каспійське море входить у межі республіки своєю північно-східною акваторією з невеликими глибинами (5-7 м). Крім Казахстану, ресурсами Каспійського моря володіють Росія, Азербайджан, Іран і Туркменістан. Аральське море розділене між Казахстаном й Узбекистаном. Площа цього водоймища, яке висихає, за останні 35 років скоротилася вдвічі. Озеро Балхаш повністю належить Казахстану. Водоймище має прісну західну акваторію і солону східну.

## Ґрунти
За винятком північних районів, загалом ґрунти в Казахстані бідні і засолені. В цілому для країни характерна широтна зональність ґрунтів: на півночі — чорноземи, далі на південь — каштанові, бурі напівпустельні ґрунти, такири і піски пустель. У горах розвинуті каштанові, сірі лісові і гірські лучні чорноземні ґрунти.

## Рослинність
На більшості території країни поширена різнотравно-злакова, полиново-злакова, полиново-солончакова степова і пустельна рослинність. На півночі республіки переважають степи і лісостепи. 23 % території країни (північна частина) придатні для землеробства, 70 % — для відгінного тваринництва. Ліси в країні займають всього 3,5 % території. Здебільшого це хвойні ліси, хоча в горах зустрічаються береза, осика, яблуня й арчевники. У високогір'ях є субальпійські та альпійські луки.

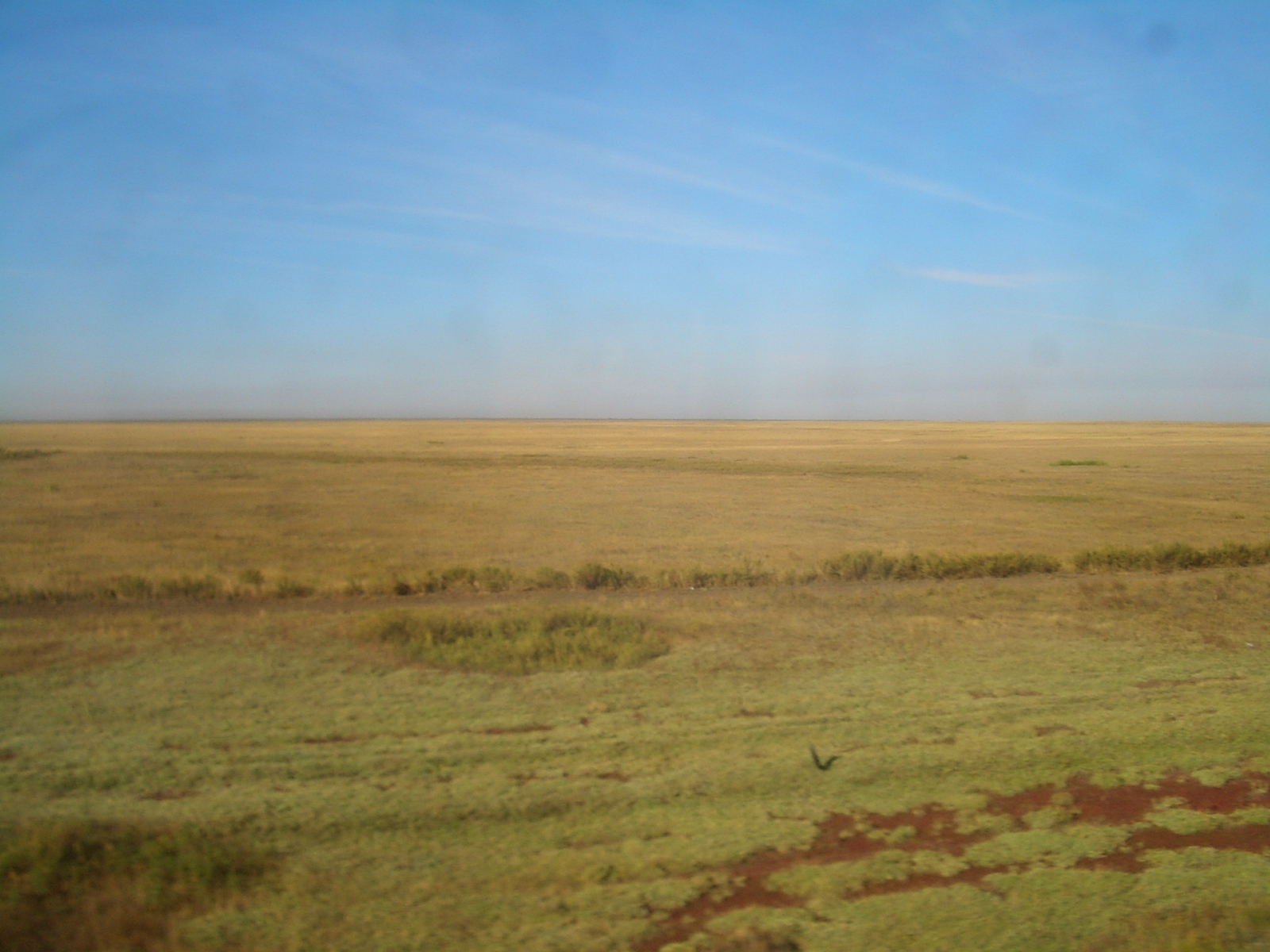
Степ у Центральному Казахстані
Пустеля Кизилкум
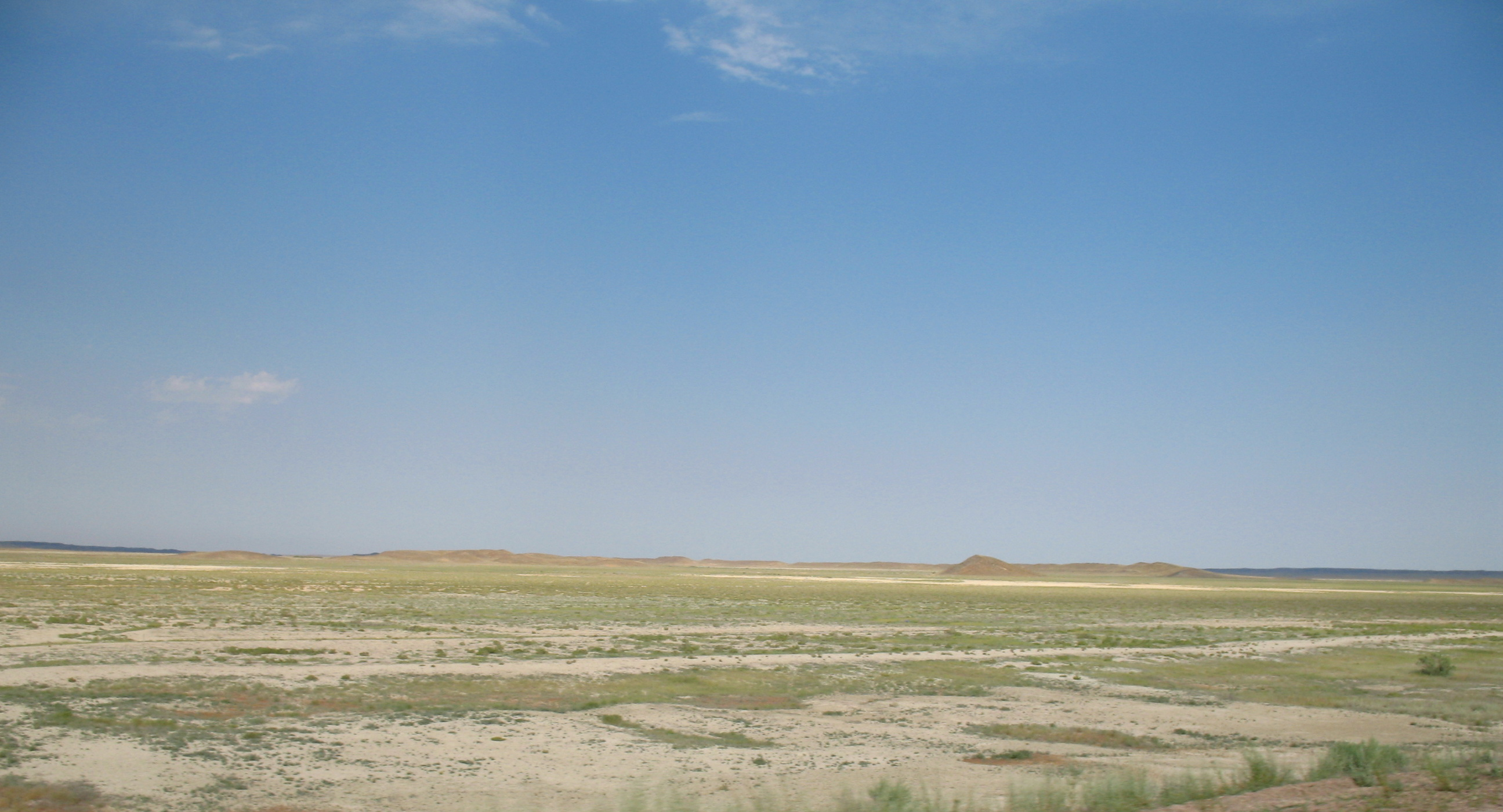
Бетпак-Дала

Земельні ресурси Казахстану (оцінка 2011 року):
- придатні для сільськогосподарського обробітку землі — 77,4 %,
  - орні землі — 8,9 %,
  - багаторічні насадження — 0 %,
  - землі, що постійно використовуються під пасовища — 68,5 %;
- землі, зайняті лісами і чагарниками — 1,2 %;
- інше — 21,4 %[1].

## Тваринний світ
У зоогеографічному відношенні територія країни відноситься до Казахстано-Монгольської провінції Центральноазійської підобласті, південні райони — до Ірано-Турецької провінції Середземноморської підобласті Голарктичної області. Тваринний світ Казахстану своєрідний. Комахи й рептилії переважають у пустелях і напівпустелях. У степовій зоні зустрічаються джейран, сайгак, вовк, заєць, лисиця, шакал, різні гризуни (миші, ховрашки). Багато казахстанських озер служать постійними або сезонними місцями проживання для гусей, лебедів, качок, чайок, фламінго. Найрізноманітнішою є фауна гір. Тут водяться ведмеді, гірські козли і архари, снігові барси, олені, багато видів птахів. Для охорони дикої природи створені заповідники у всіх природних зонах — від пустель до високогір'їв.

## Охорона природи
Для охорони природи в Казахстані створено 12 національних парків і 10 заповідників.

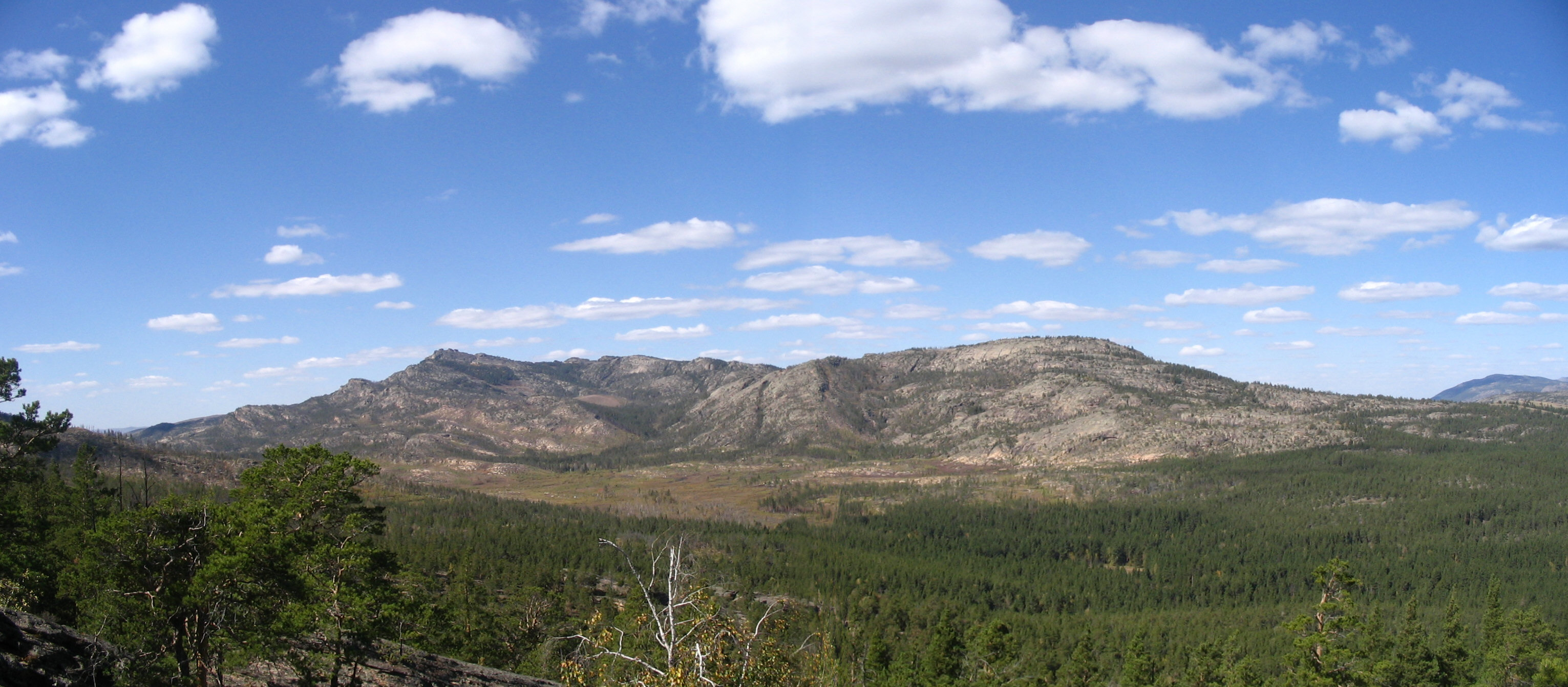
Нацпарк Каркаралинські гори

Казахстан є учасником ряду міжнародних угод з охорони навколишнього середовища:
- Конвенції про транскордонне забруднення повітря (CLRTAP),
- Конвенції про біологічне різноманіття (CBD),
- Рамкової конвенції ООН про зміну клімату (UNFCCC),
- Конвенції ООН про боротьбу з опустелюванням (UNCCD),
- Конвенції про міжнародну торгівлю видами дикої фауни і флори, що перебувають під загрозою зникнення (CITES),
- Конвенції про заборону військового впливу на природне середовище (ENMOD),
- Базельської конвенції протидії транскордонному переміщенню небезпечних відходів,
- Монреальського протоколу з охорони озонового шару,
- Міжнародної конвенції запобігання забрудненню з суден (MARPOL),
- Рамсарської конвенції із захисту водно-болотних угідь[11].

Урядом країни підписані, але не ратифіковані міжнародні угоди щодо: Кіотського протоколу до Рамкової конвенції.

## Стихійні лиха та екологічні проблеми
На території країни спостерігаються небезпечні природні явища і стихійні лиха:
- землетруси у горах на півдні;
- зсуви ґрунту навколо Алмати[1].

Серед екологічних проблем варто відзначити:
- радіоактивне зараження на сході в межах колишнього радянського Семіпалатинського полігону атомних випробувань;
- зараження території токсичними компонентами ракетного палива через запуски ракет на космодромі Байконур;
- промислове забруднення у великих містах;
- забор води на потреби вирощування бавовнику з Сирдар'ї призвів до пересихання Аральського моря і найбільшої екологічної катастрофи Середньої Азії: колапс риболовлі, донна сіль разом з накопиченими пестицидами розноситься вітрами на великі відстані, спричинюючі проблеми зі здров'ям у населення;
- забруднення вод Каспійського моря;
- забруднення ґрунтів сільськогосподарськими хімікатами;
- засолення ґрунтів через надмірну іригацію плантацій бавовнику.

## Фізико-географічне районування
У фізико-географічному відношенні територію Казахстану можна розділити на _ райони, що відрізняються один від одного рельєфом, кліматом, рослинним покривом: .

### Українською
- Атлас світу / голов. ред. І. С. Руденко ; зав. ред. В. В. Радченко ; відп. ред. О. В. Вакуленко. — К. : ДНВП «Картографія», 2005. — 336 с. — ISBN 9666315467.
- Атлас. 7 клас. Географія материків і океанів / Укладачі О. Я. Скуратович, Н. І. Чанцева. — К. : ДНВП «Картографія», 2014.
- Бєлозоров С. Т. Географія материків. — К. : Вища школа, 1971. — 371 с.
- Барановська О. В. Фізична географія материків і океанів : навч. посіб. для студентів ВНЗ : [у 2 ч.]. — Н. : Ніжинський державний університет ім. Миколи Гоголя, 2013. — 306 с. — ISBN 978-617-527-106-3.
- Казахстан // Гірничий енциклопедичний словник : [у 3-х тт.] / за ред. В. С. Білецького. — Д. : Східний видавничий дім, 2004. — Т. 3. — 752 с. — ISBN 966-7804-78-X.
- Дубович І. А. Країнознавчий словник-довідник. — 5-те вид., перероб. і доп. — К. : Знання, 2008. — 839 с. — ISBN 978-966-346-330-8.
- Панасенко Б. Д. Фізична географія материків : навч. посіб. : в 2 ч. — В. : ЕкоБізнесЦентр, 1999. — 200 с.
- Фізична географія материків та океанів : підруч. для студ. вищ. навч. закл. : у 2 т / за ред. П. Г. Шищенка. — К. : Видавництво Київського нац. ун-т ім. Т. Шевченка, 2009. — Т. 1. : Азія. — 643 с. — ISBN 978-966-439-257-7.
- Юрківський В. М. Регіональна економічна і соціальна географія. Зарубіжні країни: Підручник. — 2-ге. — К. : Либідь, 2001. — 416 с. — ISBN 966-06-0092-5.

### Англійською
- (англ.) Graham Bateman. The Encyclopedia of World Geography. — Andromeda, 2002. — 288 с. — ISBN 1871869587.

### Російською
- (рос.) Авакян А. Б., Салтанкин В. П., Шарапов В. А. Водохранилища. — М. : Мысль, 1987. — 326 с. — (Природа мира)
- (рос.) Алисов Б. П., Берлин И. А., Михель В. М. Курс климатологии [в 3-х тт.] / под. ред. Е. С. Рубинштейна. — Л. : Гидрометиздат, 1954. — Т. 3. Климаты земного шара. — 320 с.
- (рос.) Апродов В. А. Вулканы. — М. : Мысль, 1982. — 368 с. — (Природа мира)
- (рос.) Апродов В. А. Зоны землетрясений. — М. : Мысль, 2010. — 462 с. — (Природа мира) — ISBN 978-5-244-01122-7.
- (рос.) Бабаев А. Г., Зонн И. С., Дроздов Н. Н., Фрейкин З. Г. Пустыни. — М.  : Мысль, 1986. — 320 с. — (Природа мира)
- (рос.) Букштынов А. Д., Грошев Б. И., Крылов Г. В. Леса. — М. : Мысль, 1981. — 316 с. — (Природа мира)
- (рос.) Власова Т. В. Физическая география материков. С прилегающими частями океанов. Евразия, Северная Америка. — 4-е, перераб. — М. : Просвещение, 1986. — 417 с.
- (рос.) Гвоздецкий Н. А. Карст. — М. : Мысль, 1981. — 214 с. — (Природа мира)
- (рос.) Гвоздецкий Н. А., Голубчиков Ю. Н. Горы. — М. : Мысль, 1987. — 400 с. — (Природа мира)
- (рос.) Долгушин Л. Д., Осипова Г. Б. Ледники. — М. : Мысль, 1989. — 448 с. — (Природа мира) — ISBN 5-244-00315-1.
- (рос.) Географический энциклопедический словарь: географические названия / под. ред. А. Ф. Трёшникова. — 2-е изд., доп. — М. : Советская энциклопедия, 1989. — 585 с. — ISBN 5-85270-057-6.
- (рос.) Исаченко А. Г., Шляпников А. А. Ландшафты. — М. : Мысль, 1989. — 504 с. — (Природа мира) — ISBN 5-244-00177-9.
- (рос.) Каплин П. А., Леонтьев О. К., Лукьянова С. А., Никифоров Л. Г. Берега. — М. : Мысль, 1991. — 480 с. — (Природа мира) — ISBN 5-244-00449-2.
- (рос.) Словарь современных географических названий / под общей редакцией акад. В. М. Котлякова. — Екатеринбург : У-Фактория, 2006.
- (рос.) Литвин В. М., Лымарев В. И. Острова. — М. : Мысль, 2010. — 288 с. — (Природа мира) — ISBN 978-5-244-01129-6.
- (рос.) Лобова Е. В., Хабаров А. В. Почвы. — М. : Мысль, 1983. — 304 с. — (Природа мира)
- (рос.) Максаковский В. П. Географическая картина мира. Книга I: Общая характеристика мира. — М. : Дрофа, 2008. — 495 с. — ISBN 978-5-358-05275-8.
- (рос.) Максаковский В. П. Географическая картина мира. Книга II: Региональная характеристика мира. — М. : Дрофа, 2009. — 480 с. — ISBN 978-5-358-06280-1.
- (рос.) Казахстан // Поспелов Е. М. Топонимический словарь. — М. : АСТ, 2005. — 229 с. — ISBN 5-17-016407-6.
- (рос.) Пфеффер П. Азия. — М. : Прогресс, 1982. — 316 с. — (Континенты, на которых мы живем)
- (рос.) География / под ред. проф. А. П. Горкина. — М. : Росмэн-Пресс, 2006. — 624 с. — (Современная иллюстрированная энциклопедия) — ISBN 5-353-02443-5.
- (рос.) Физико-географический атлас мира. — М. : Академия наук СССР и Главное управление геодезии и картографии ГУГК СССР, 1964. — 298 с.
- (рос.) Энциклопедия стран мира / глав. ред. Н. А. Симония. — М. : НПО «Экономика» РАН, отделение общественных наук, 2004. — 1319 с. — ISBN 5-282-02318-0.